# Giulio Paride
Giulio Paride (in latino Iulius Paris; fl. IV secolo) è stato uno storico romano del IV secolo.

## Biografia e opere
Di lui si è conservato un compendio dell'opera di Valerio Massimo in un solo libro, talvolta modificata sulla base di tradizioni aneddotiche non sempre perfettamente ricostruibili. Nel V secolo la sua epitome fu curata per l'edizione da Rusticio Elpidio Domnulo.